# Fetge picat
El fetge picat és un menjar molt habitual a la gastronomia jueva. S'elabora mitjançant saltat de fetge de vaca i cebes en schmaltz (greix animal processada); afegint ou dur, sal i pebre negre a la barreja saltada de fetge i cebes. El fetge picat és un aliment típicament kosher entès com una delicatessen als Estats Units i el Canadà. El fetge picat se sol prendre amb pa de sègol com a sandvitx.